# Qian Zhenghao
Qian Zhenghao (chino tradicional= 钱正昊) también conocido como Zheng Hao, es un cantante chino. 

## Biografía
Habla con fluidez chino (lengua materna), inglés y coreano básico. 

## Carrera
Es miembro de la agencia "Young Culture" (亚歌文化).
Cuando tenía sólo trece años participó en la segunda temporada de Let's Sing Kids.
El 19 de enero del 2018 se unió a la primera temporada del reality show chino Idol Producer donde logró llegar hasta el episodio final obteniendo el 11.º. lugar.

## Filmografía

### Programas de variedades
| Año        | Programa                 | Notas                     |
| ---------- | ------------------------ | ------------------------- |
| 2018, 2019 | Happy Camp               | invitado                  |
| 2018       | Idol Producer            | 11.º. lugar - concursante |
| -          | Let's Sing Kids Season 2 | concursante               |

## Discografía
| Año  | Título                               | Álbum                           | Notas |
| ---- | ------------------------------------ | ------------------------------- | ----- |
| 2018 | Whenever I Think of You (每当想起你) | OST de "The Adventures of Moto" |       |

#### Miniálbum
| Fecha de lanzamiento | Título     | Lista de canciones                     | Notas                 |
| -------------------- | ---------- | -------------------------------------- | --------------------- |
| 18 de agosto de 2018 | MY ART 0.5 | 1. Alive 2. Rise 3. Tonight 4. Tonight | - (versión en inglés) |

#### Sencillo Digital
| Fecha de lanzamiento | Título | Lista de canciones | Notas |
| -------------------- | ------ | ------------------ | ----- |
| 31 de julio de 2018  | Alive  | 1. Alive           |       |

### Otros
| Año  | Título                  | Notas |
| ---- | ----------------------- | --- |
| 2020 | Tomorrow Will Be Better | junto a Ouyang Nana, Huang Zihongfan y estudiantes de Berklee College of Music - (canción de apoyo para las personas que está luchando contra el coronavirus) |